# 莫斯科列寧格勒車站
列寧格勒站（羅馬化：Leningradsky vokzal）是俄羅斯首都莫斯科的一個鐵路總站，是莫斯科－聖彼得堡鐵路的南終點站，位於共青團廣場。前往聖彼得堡、愛沙尼亞塔林和芬蘭赫爾辛基的列車在這裡開出。
1851年啟用，當時稱彼得堡站。1855年以剛去世的沙皇尼古拉一世命名，稱為尼古拉耶夫斯基站。1924年改名為十月站。1937年改用現名。本站是莫斯科唯一一个由十月铁路局管辖的火车总站。

## 接駁地鐵站
- 共青團站 (索科利尼基線)（1號線）
- 共青團站 (莫斯科地鐵環狀線)（5號線）